# Bretigny-sur-Morrens
Bretigny-sur-Morrens är en ort och kommun  i distriktet Gros-de-Vaud i kantonen Vaud, Schweiz. Kommunen har 894 invånare (2023).